# Alfa Romeo Giulia
Alfa Romeo Giulia — первое поколение Giulia, также известное как 105 серия.

## История
Впервые была продемонстрирована на автодроме Monza. По сравнению с предыдущим поколением мощность возросла благодаря 4-цилиндровому двигателю объёмом 1570 см³ с использованием полусферических камер сгорания, производящему более чем 90 лошадиных сил. Пятиступенчатая ручная коробка передач управлялась при помощи рычага на рулевой колонке. Задняя часть подвески была модифицирована для улучшения управляемости, однако передняя часть осталась без изменений.
Как и серия Giulietta, Giulia точно так же получила множество форм кузова, включая четырёхдверный berlina, spider, TZ, sprint и Sprint Speciale.
В 1963 все модели получили стандартные дисковые тормоза на всех четырёх колёсах. В 1965 с введением 98 сильной Giulia Super была увеличена мощность. В течение нескольких лет проект претерпел незначительные изменения снаружи и внутри.
Giulia приписывают расширение международных продаж продукции Alfa Romeo. Как и его предшественница Giulietta, автомобиль был доступен со множеством кузовов и комплектаций. Составляющими её успеха были экономичность, многосторонность и стиль.

## Спорт
Особого внимания, помимо выпускавшейся с 1962 года версии Ti (92 л. с.), заслуживает модификация Giulia Ti Super (103 л. с.), появившаяся в 1963 году. Был изготовлен всего 501 экземпляр. За этим седаном и поныне охотятся коллекционеры. От базовой модели его отличали более мощный двигатель, возможность выбора топливного бака разного объёма и дополнительные детали интерьера и экстерьера, придающие модели более спортивный, динамичный облик (спортивные сиденья, иная панель приборов, трёхспицевый руль, легкосплавные диски, затемненные фонари дальнего света). В 1966 году увидела свет модель Giulia 1300 Ti с мотором объёмом 1290 см³, мощностью 84 л. с. Подготовленные «альфовским» спортивным отделением Autodelta облегчённые гоночные модификации 1300-й GTA, GTA Junior (двигатели которой развивал почти 160 л. с. при 8000 об/мин) и двухлитровая GTAm доминировали в гонках европейского чемпионата FIA в классе «туринг»: в первой же гонке 1966 года в Монце «альфовцы» финишировали на первых семи местах, этот и следующий сезоны принесли два подряд чемпионских титула (в классе 1600 см³) легендарному Андреа де Адамичу, в 1969 году Alfa ознаменовала ещё одной такой же победой, а в 1970—1971 годах победила сразу в двух классах.

## Giulia Spider, Sprint и Sprint Speciale
Версии Giulia — Spider, Sprint и Sprint Speciale — были представлены вместе с седаном Giulia в 1962 году. Они были обновленными и ребрэндинговыми версиями от моделей Giulietta 101-й серии. Модификации теперь оснащались 1,6 л. двигателем вместо 1,3 литровым. Легче всего отличить Spider от Giulietta, у которого был более выпуклый капот из-за наличиля более крупного двигателя. Купе Sprint был вначале доступен с 1,3 л. двигателем как Sprint 1300, но по сути эта та же Giulietta Sprint, только с другим названием. Все модели перестали выпускаться в 1964 году. Sprint Speciale выпускался до 1966 года.
- Spider
- Spider
- Sprint Speciale